# Milady, la historia continúa
Milady, la historia continúa fue una telenovela argentina producida por Grupo Telefe y emitida por Telefe en el año 1997. Fue protagonizada por Florencia Raggi, Osvaldo Laport y Gabriel Corrado. Antagonizada por Susana Campos y Florencia Ortiz. También contó con las actuaciones especiales de Adela Gleijer, Jorge D'Elia, Gigi Rua y Maricarmen Regueiro.

## Sinopsis
Es la historia de dos hermanos, Maximo (Gabriel Corrado) y Federico (Osvaldo Laport) Valladares, que se enfrentan por el amor de una mujer, Delfina Taylor (Florencia Raggi), una joven humilde que creció con un único objetivo, llegar a ser princesa. Los hermanos han crecido separados por decisión de su tía, la perversa condesa Regina (Susana Campos), que desde siempre manejo los destinos de su familia. Ellos tuvieron, y aún tienen, vidas completamente diferentes. Maximo es un chico espontáneo, veterinario, que ama la vida sencilla y natural. En cambio, Federico, heredero primogénito de una de las fortunas más importantes del país, es un hombre dedicado completamente a los negocios y la buena vida. Ambos tienen vidas y pensamientos opuestos, pero no significa que se odien.
Para separar sus vidas aún más, ellos conocerán a Delfina en su fiesta de presentación en sociedad. Es ahí donde comenzará la historia de amor, en un contexto de príncipes y princesas, entre ella y Federico (Laport). Mientras Máximo (Corrado), que también la ama, esconderá sus sentimientos para que sea feliz. Delfina (Raggi) es una chica simple, una joven llena de inocencia donde tendrá que elegir entre el reconocimiento social que le brinda Federico -el objetivo de su vida- y la espontaneidad y la ternura de Máximo -que la hace sentir mucho más cómoda-. Todo esto, rodeado de otros hechos que conforman las historias de las familias, más toda la maldad y el odio de la condesa Regina de Valladares (Campos), la tía de los hermanos quien será la promotora de un asesinato que la enfrentará desde un primer momento de su hermano Patricio De Valladares (Fernando Llosa).

## Elenco
- Gabriel Corrado como Máximo de Valladares.
- Osvaldo Laport como Federico de Valladares.
- Florencia Raggi como Delfina Taylor Monti de De Valladares.
- Susana Campos como La Condesa Regina De Valladares.
- Jorge D'Elia como Santiago Taylor.
- Lucrecia Capello como Chiara Monti.
- Adela Gleijer como Adela.
- Ginette Reynal como Angie.
- Francisco Nápoli cómo Bonavento.
- Florencia Ortiz como Victoria Taylor Monti de López Quintana.
- Marcela Guerty como Emilia Taylor Monti de Bertier.
- Daniel Miglioranza como Marcos Bertier
- Gigi Rua como Lucía
- Maricarmen Regueiro como Pilar de Cassariego
- María Socas como Mabel
- Anabel Cherubito como Sol
- Segundo Cernadas como	Leandro López Quintana
- Mabel Landó como Iris
- Edward Nutkiewicz ... Andrea
- Jorge García Marino	...	Martín López Quintana
- Osvaldo Tesser ... Leopoldo
- Humberto Serrano ... Regina's father
- Raquel Casal ... Mirta
- Daniel Alvaredo
- Fernando Llosa ... Patricio De Valladares
- Daniel Tedeschi	...	James Olivier
- Ana María Cores
- Hugo Cosiansi
- Victoria de la Rúa
- Agustina Posse
- Gisella Rietti
- Fabio Aste
- Silvina Bosco
- Mónica Calho
- Regina Lamm
- Javo Rocha
- Maite Zumelzú
- Mario Galvano